# Charles Michel
Charles Yves Jean Ghislaine Michel (Namur, 21 dicembre 1975) è un politico belga, primo ministro del Belgio dal 2014 al 2019, primo premier di lingua francese a succedere a un altro Primo ministro di lingua francese (Elio Di Rupo) in quasi 50 anni. È stato inoltre presidente del Movimento Riformatore dal 14 febbraio 2011 al 10 ottobre 2014.
Il 2 luglio 2019 è stato eletto dal Consiglio europeo come successivo presidente del Consiglio europeo, incarico che ha assunto allo scadere del mandato di Donald Tusk il 1º dicembre 2019.

## Biografia

### Contesto familiare
La famiglia Michel proviene da Hoegaarden (Fiandre). Figlio di Martine e Louis Michel, ex presidente del Partito Riformatore Liberale, commissario europeo, membro del Parlamento europeo e ministro di Stato.

### Formazione
Ha studiato e si è laureato in giurisprudenza all'Université Libre de Bruxelles e all'Università di Amsterdam.

## Carriera politica

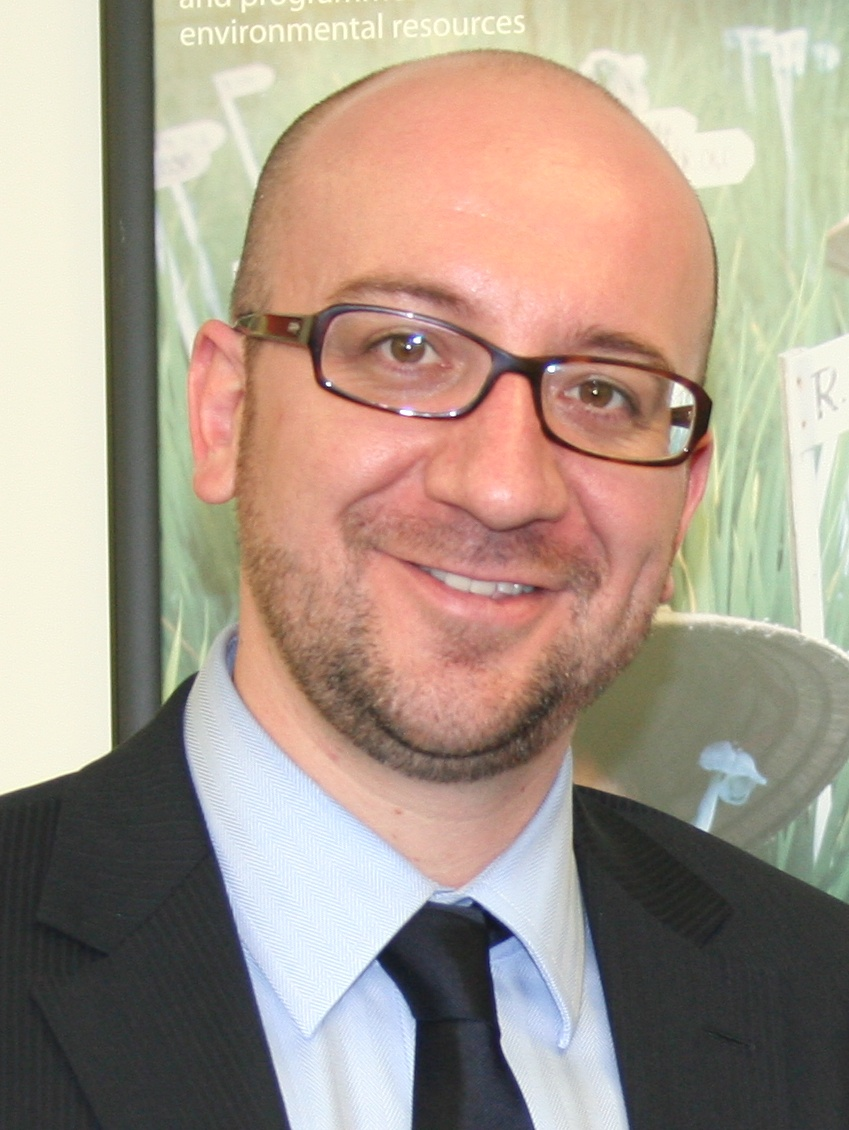
Charles Michel nel 2010

Michel è stato eletto alla Camera federale dei rappresentanti nel 1999, in rappresentanza del Brabante Vallone, una roccaforte del Movimento Riformatore Liberale. Nel 2000 diventa ministro degli affari interni nel governo vallone. A 25 anni diventa il più giovane ministro della storia del Belgio. A livello locale è stato eletto consigliere comunale a Wavre nel 2000. Nel 2006 è diventato sindaco della città.
Nel dicembre 2007 Michel è diventato ministro belga per la cooperazione allo sviluppo nel governo di Verhofstadt III e successivamente nei governi di Leterme I, Van Rompuy I e Leterme II. Dopo l'abbandono della leadership di Didier Reynders, suo rivale da tempo nel partito, il 14 febbraio 2011 è stato eletto presidente del Movimento Riformatore.
Nelle trattative per la formazione del nuovo governo federale belga a seguito delle elezioni del 2014, il 25 giugno viene nominato dal re come informateur. A seguito di un accordo di principio tra il suo partito e i partiti fiamminghi N-VA, CD&V e Open VLD, il 22 luglio seguente è nominato formateur, insieme al fiammingo Kris Peeters (CD&V).

### Primo ministro del Belgio

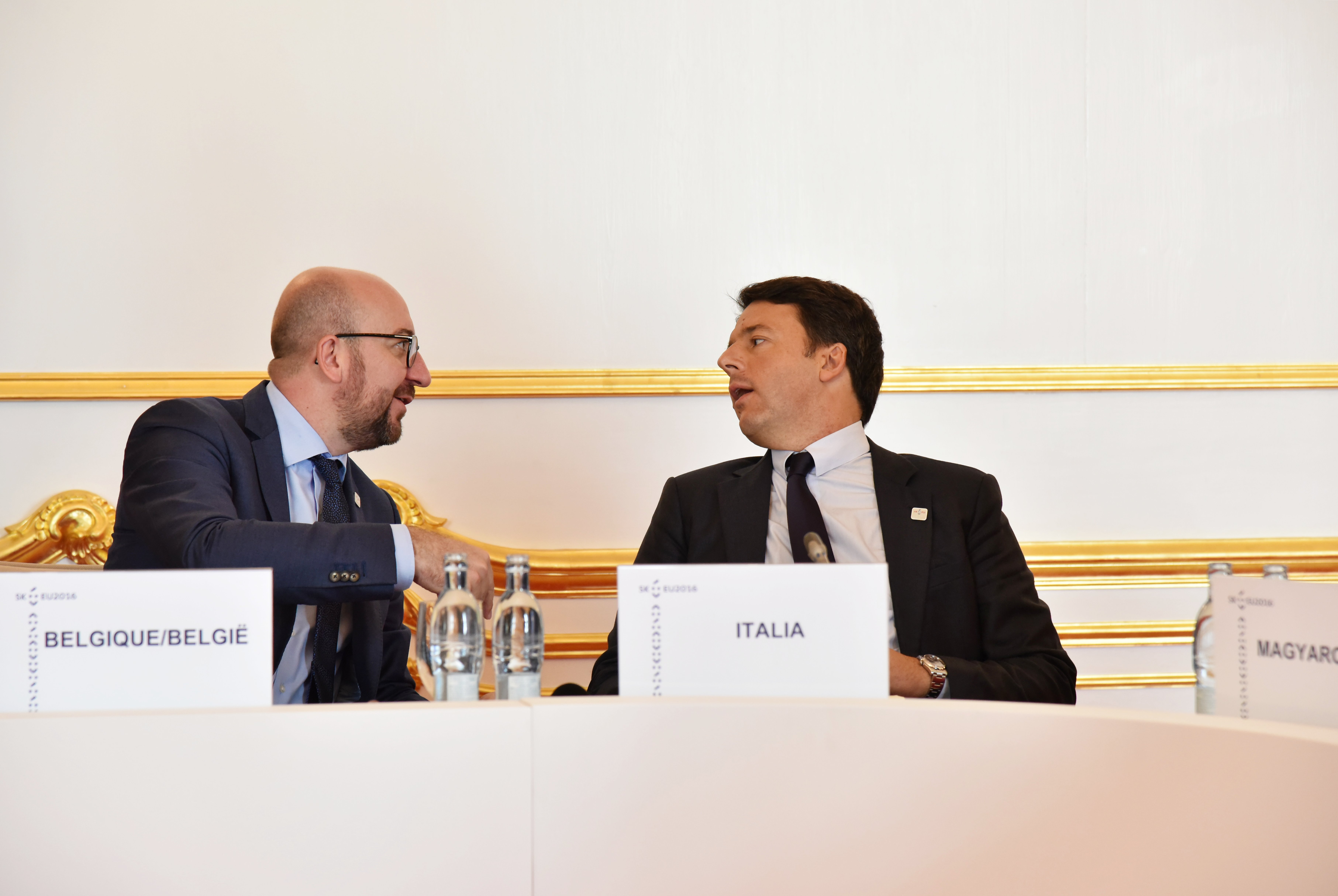
Charles Michel insieme al presidente del consiglio dei ministri italiano Matteo Renzi al Summit di Bratislava il 16 settembre 2016

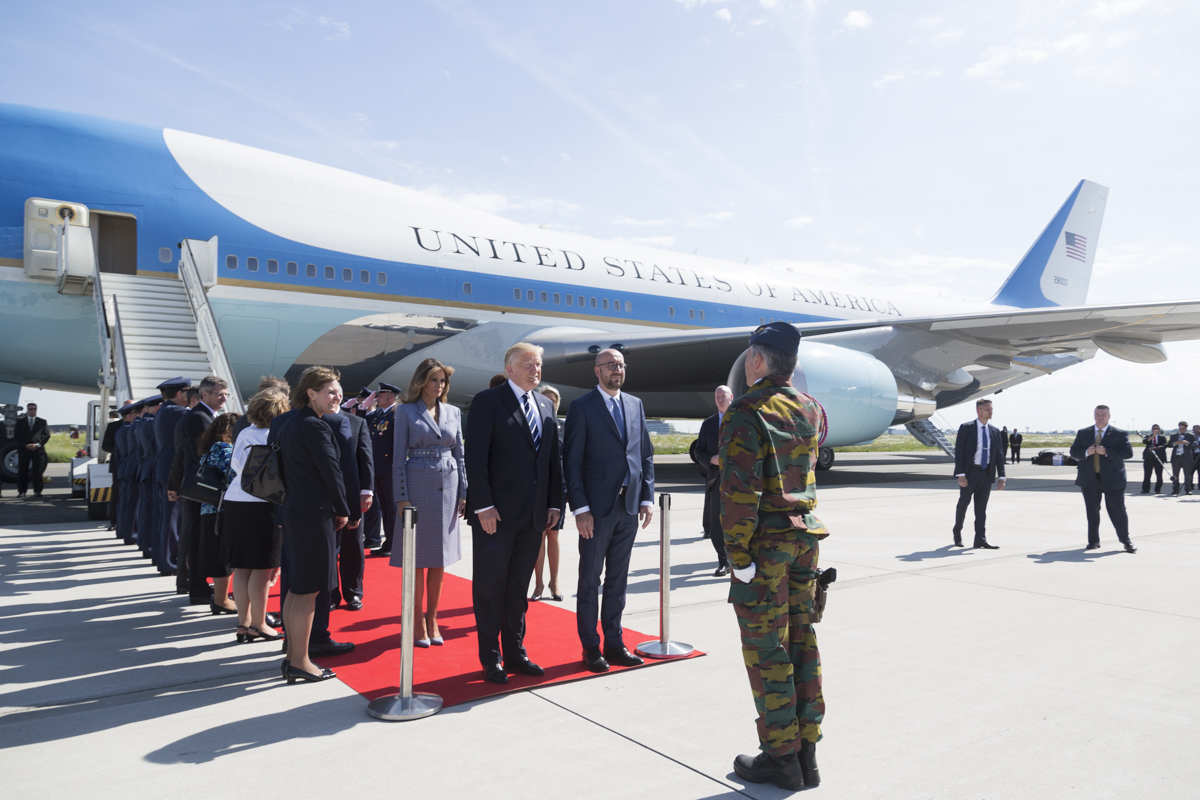
Charles Michel incontra il Presidente degli Stati Uniti d'America Donald Trump il 24 maggio 2017

Dopo le elezioni parlamentari nel 2014 e l'impossibilità di Bart De Wever e del suo partito la Nuova Alleanza Fiamminga da sola di formare un nuovo governo e dopo lunghi negoziati tra i partiti, il 7 ottobre è stato raggiunto l'accordo di coalizione che ha indicato Charles Michel come candidato Primo ministro. L'11 ottobre successivo è stato così nominato Primo ministro del Belgio da Re Filippo e ha giurato con il suo governo.
Michel è il primo premier di lingua francese a succedere a un altro Primo ministro di lingua francese (Elio Di Rupo) in quasi 50 anni, quando a Pierre Harmel successe Paul Vanden Boeynants.
Il 7 novembre si è svolta una protesta pacifica alla presenza di circa 100.000 persone nel centro di Bruxelles, inclusi metallurgisti e caricatori portuali, diventando quindi una delle più grandi in Belgio dopo la Seconda guerra mondiale. I manifestanti si sono opposti al regime di austerità e alle intenzioni del governo di innalzare l'età pensionabile, congelare i salari, ridurre i finanziamenti per le istituzioni pubbliche, i programmi sanitari e la sicurezza sociale, ma presto si sono trasformati in una protesta e in scontri con la polizia e in disordini. I manifestanti hanno dato fuoco a diverse macchine, hanno rovesciato le auto, lanciato pietre e razzi alla polizia, e 14 persone sono rimaste ferite. "Abbasso l'austerità" il 22 dicembre, durante un incontro di Charles Michel agli imprenditori nella città di Namur, quattro donne vestite con magliette nere e facce parzialmente coperte gli hanno gettato addosso il piatto nazionale - patatine fritte con maionese. Nonostante questo, Michel ha preso l'incidente con un sorriso, ha cambiato camicia e cravatta e ha continuato il suo discorso. Allo stesso tempo, Michel e la sua famiglia per alcuni giorni ricevettero lettere anonime con proiettili e minacce di morte e, di conseguenza, furono presi provvedimenti intensi per proteggere il primo ministro e i suoi aiutanti.

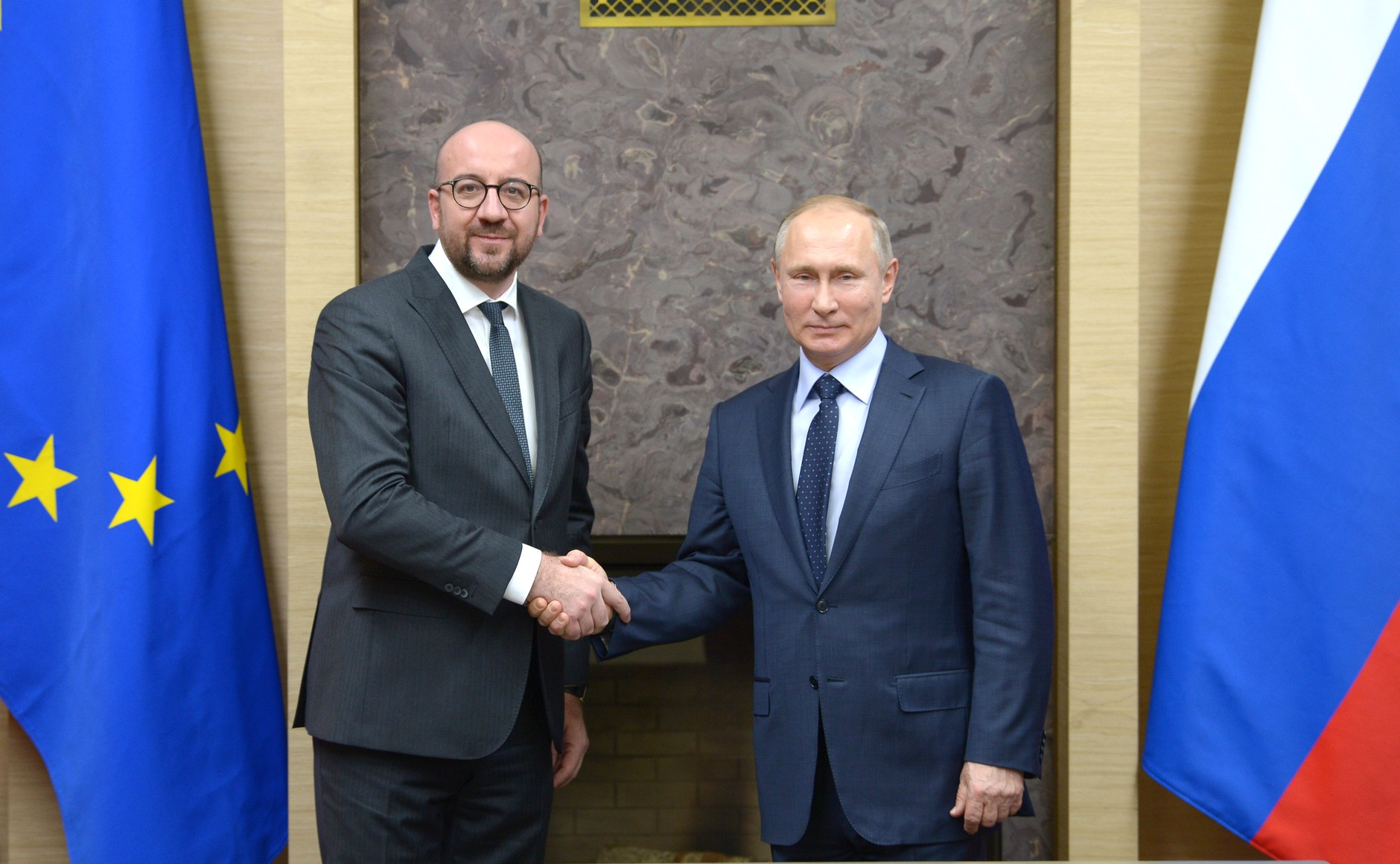
Michel e il Presidente russo Vladimir Putin il 31 gennaio 2018

Il 18 giugno, rispondendo alle domande del deputato del partito Alleanza-Neo Fiamminga Pierre de Rover, in una riunione della Camera dei rappresentanti, Michel, a nome del governo belga, ha affermato che gli eventi del 1915 dovrebbero essere considerati come genocidio "commesso contro gli armeni". In precedenza, il 21 maggio in un'intervista con la RTBF Michel ha riconosciuto il genocidio armeno. Successivamente, de Robert, che aveva precedentemente redatto una risoluzione in occasione dell'anniversario del genocidio, ha osservato che nella persona di Michel ha ricevuto un grande sostegno per la sua iniziativa, e il capo del Centro Democratico Umanista, Benoît Lutgen, ha dichiarato che "questo riconoscimento del governo del Belgio è un passo che dovrebbe portare al fatto che l'intero Belgio riconosca inequivocabilmente questo genocidio".

#### Dimissioni
Il 20 giugno 2018 ha annunciato che non avrebbe inteso concorrere a Wavre nelle elezioni comunali in programma per il 14 ottobre. Inizialmente, aveva semplicemente deciso di lasciare la testa della lista a Françoise Pigeolet, che assunse le funzioni di primo magistrato della città, prima di fare la scelta di non presentarsi affatto. Ha spiegato ai militanti del Movimento Riformatore che: 

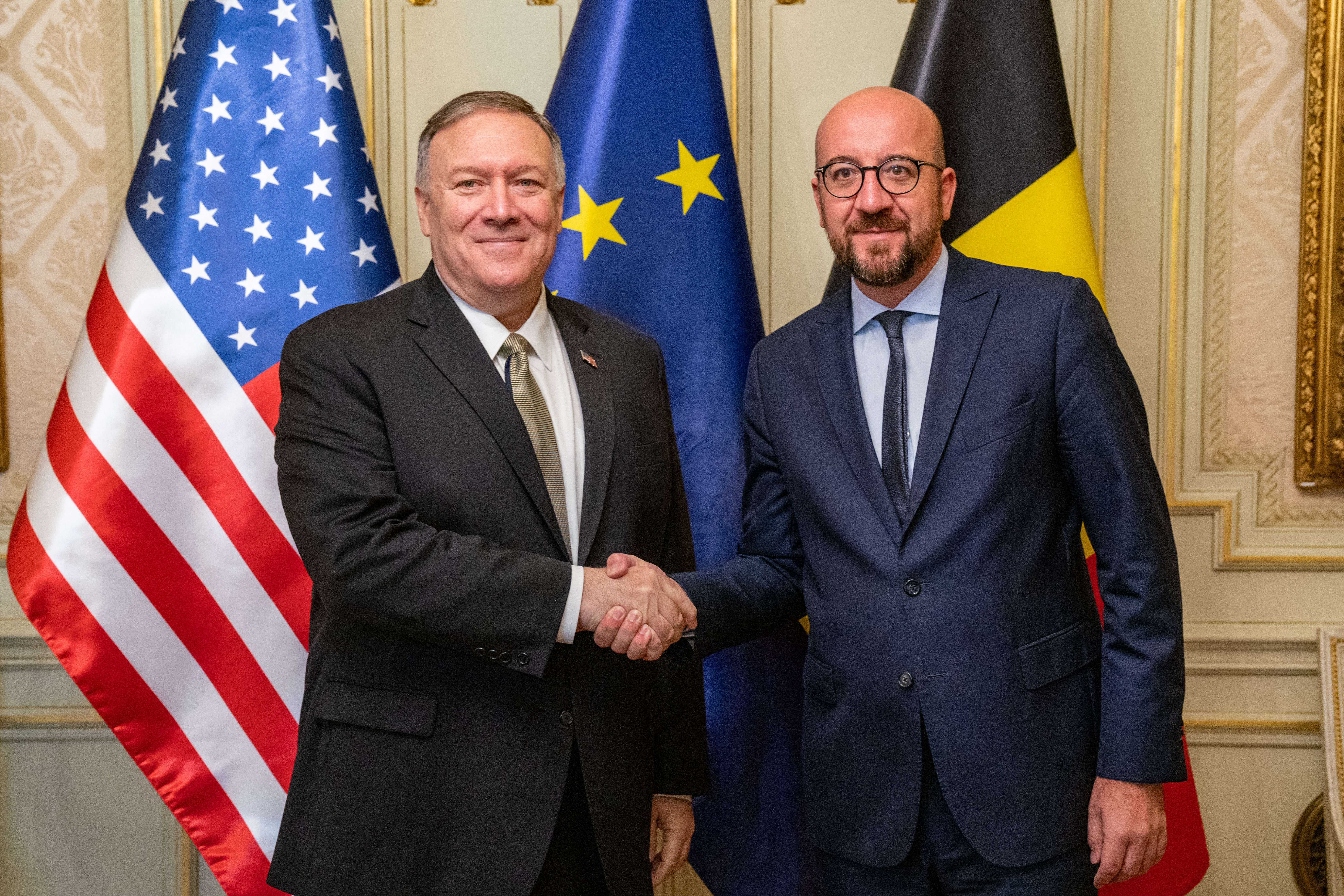
Michel stringe la mano al Segretario di Stato americano Mike Pompeo il 3 settembre 2019

In parallelo, suo fratello Mathieu si dimette per ricandidarsi al consiglio di Jodoigne. Ad eccezione del nuovo anno e del carnevale, a quel tempo non era più presente nella sua "città del cuore".
Dopo che la Nuova Alleanza Fiamminga ha minacciato l'8 dicembre 2018 di ritirarsi dalla maggioranza se Michel avesse firmato il patto di Marrakech sull'immigrazione perché avrebbe violato la sovranità belga in materia migratoria, il Primo ministro "prende nota" del ritiro dei nazionalisti fiamminghi e di fatto forma il governo Michel II il giorno dopo. Mentre cercava di rimanere al potere in un governo di minoranza, ha annunciato le sue dimissioni alla Camera dei rappresentanti il 18 dicembre, sotto la minaccia di una mozione di sfiducia da parte del Partito Socialista Differente (SP.A), il Partito Socialista (PS) e co-firmato da Ecolo. ·  Il 21 dicembre 2018, il re Filippo accetta le dimissioni del governo dopo la consultazione, ma ordina a Charles Michel e al suo governo di condurre gli affari correnti.
Il suo mandato da primo ministro termina il 27 ottobre 2019, giorno in cui gli succede Sophie Wilmès.

### Presidente del Consiglio europeo

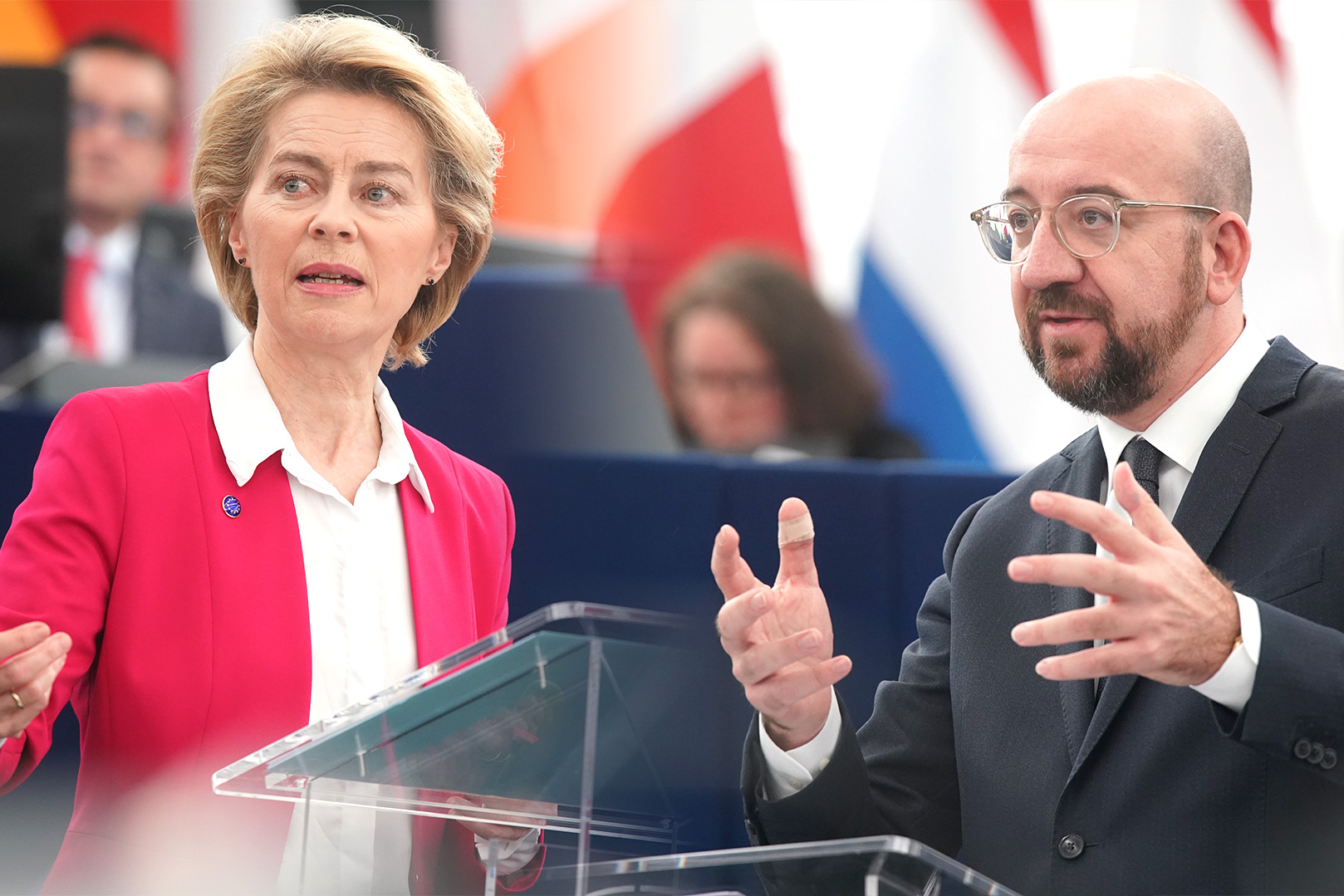
Charles Michel neo-presidente del Consiglio europeo e la neo-presidente della Commissione europea Ursula von der Leyen durante il dibattito sui risultati del vertice UE del 12-13 dicembre 2019

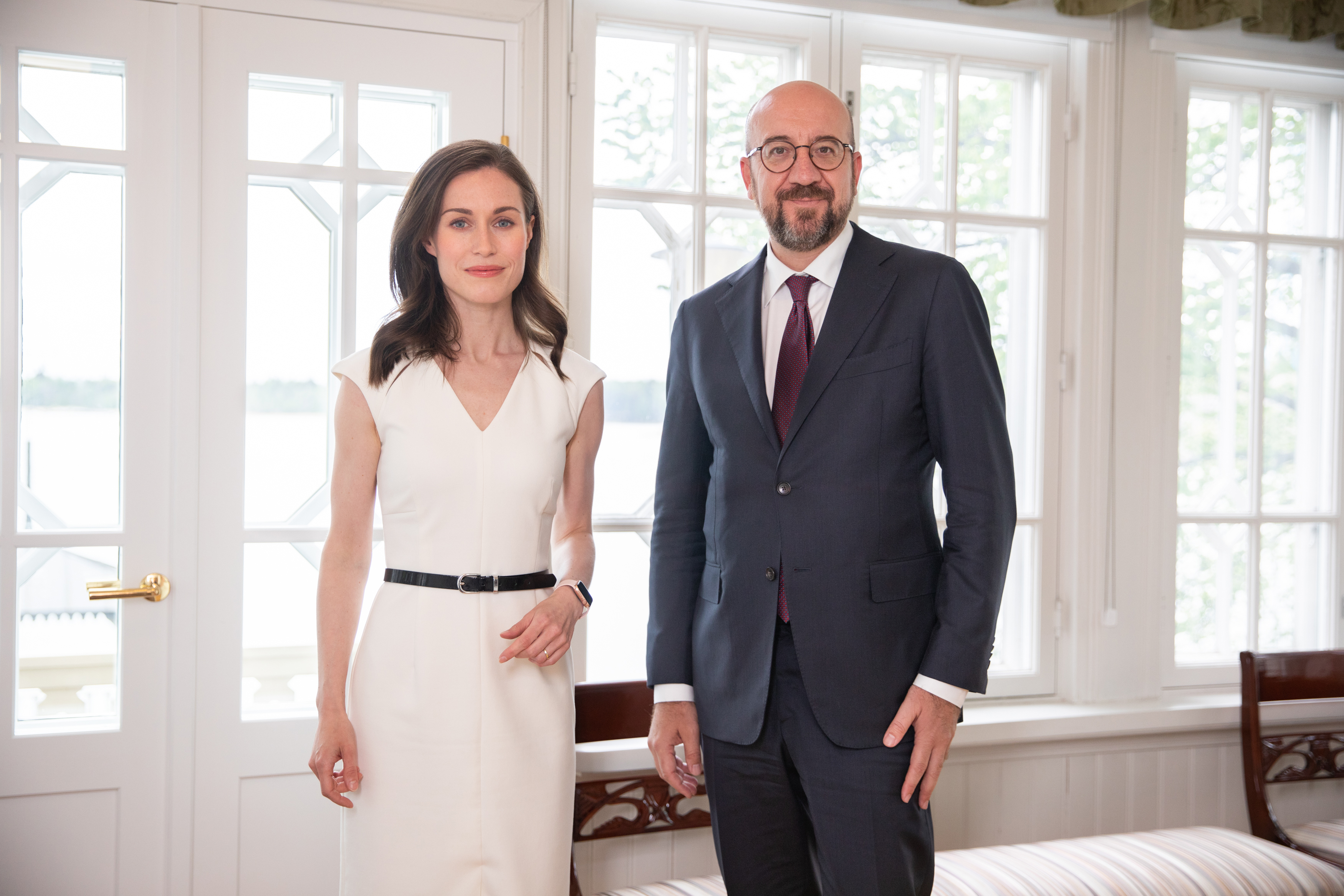
Charles Michel con il Ministro capo della Finlandia Sanna Marin a Helsinki nel 25 maggio 2022

Il 2 luglio 2019, dopo un lungo dibattito portato avanti per tre diverse riunioni, di cui l'ultima durata tre giorni, Michel è stato eletto presidente del Consiglio europeo. Ha assunto l'incarico al termine del mandato del suo predecessore, il polacco Donald Tusk, il 1º dicembre 2019. I capi di stato e di governo della zona Euro lo hanno contestualmente eletto anche presidente del Vertice euro.
Il 24 dicembre 2020 il premier britannico Boris Johnson ha annunciato il perfezionamento dell'accordo con l'Unione Europea per le relazioni politiche, diplomatiche e commerciali post-Brexit. Dopo un lungo negoziato l'accordo di commercio e cooperazione tra Unione europea e Regno Unito è stato siglato da Michel, dalla presidente della Commissione europea Ursula von der Leyen e da Johnson il 30 dicembre 2020, venendo approvato lo stesso giorno dalla Camera dei Comuni britannica. Michel ha definito "soddisfacente" l'intesa conclusa dall'Unione Europea e dal Regno Unito a oltre quattro anni e mezzo dal referendum sulla Brexit del giugno 2016, dichiarando che il percorso negoziale ha dimostrato l'unità tra i Paesi rimasti membri dell'organizzazione.
Dopo l'invasione russa dell'Ucraina del 2022, ha sostenuto la necessità di rafforzare i legami dell'Unione europea con i Paesi della penisola balcanica, la Moldavia e l'Ucraina, per poi procedere con l'allargamento a nuovi membri entro il 2030.

## Vita privata
Ha tre figli: due femmine, Jeanne e Lucie insieme alla sua compagna attuale Amélie Derbaudrenghien e un figlio maschio nato da una precedente relazione. Era la prima volta che un Primo ministro belga diventava padre durante il suo ufficio.